# Tiago Rodrigues
Pour l’article homonyme, voir Tiago Rodrigues (footballeur).
Tiago Rodrigues est un dramaturge, producteur, metteur en scène et acteur portugais né le 16 février 1977 à Lisbonne,.
En juillet 2021, il est nommé directeur du festival d'Avignon, devenant le premier artiste étranger à prendre la tête de la manifestation. Il prend ses fonctions le 1er septembre 2022 pour un mandat de quatre ans, renouvelable une fois.

## Biographie

### Jeunesse et formation
Tiago Rodrigues est né le 16 février 1977 à Lisbonne, trois ans après la révolution, dans la très jeune démocratie portugaise,. Ses grands-parents paternels tenaient un bistrot et ont envoyé leurs trois enfants à l'université. Ses parents sont des intellectuels de la révolution des Œillets : son père est journaliste engagé à gauche contre la dictature salazariste et sa mère est médecin,.
Enfant, il commence à écrire des articles pour imiter les journalistes qu'il voyait. Grand lecteur depuis l'âge de sept ans, il publie son premier récit dans la presse à treize ans.C'est une amie de la famille qui lui fait découvrir le fado, une découverte qui lui donne l'envie de faire du théâtre. Il fait du théâtre amateur sans qu'aucun rôle important ne lui soit confié, son jeu étant jugé médiocre. Élève moyen au lycée, il intègre finalement le conservatoire de Lisbonne où il est reçu trentième sur trente,. Au bout d'un an, à la fin de l'année 1997, ses professeurs lui suggèrent d'abandonner en lui disant : « Tu dois suivre ta nature, peut-être, mais le théâtre n’est pas fait pour toi ».
En juillet 1997, alors âgé de vingt ans, il fait la rencontre du Tg Stan, un collectif de comédiens basé à Anvers,. Cette rencontre est capitale, il fréquente cet atelier pendant trois semaines et cette expérience le marque durablement par l'absence de hiérarchie et par la liberté de jeu accordée au comédien,. L'année suivante, il est engagé par le collectif pour la création de Point Blank d'après Platonov, et continue à y travailler pendant quelques années,.
Parallèlement à son activité au Tg Stan, Tiago Rodrigues travaille pendant cinq ans pour la chaîne culturelle portugaise RTP2, qui produit beaucoup de programmes au croisement du genre documentaire et fictionnel pour coller au plus près de l'actualité, notamment sociale. C'est de cette expérience qu'il tire son goût pour le mélange entre documentaire et fiction.

### Carrière de dramaturge
En 2003, il fonde avec Magda Bizarro la compagnie Mundo Perfeito au sein de laquelle il est l'auteur de ses spectacles. Mais tout dans son travail, de l'écriture à la représentation est décidé collégialement, avec ses comédiens. La compagnie Mundo Perfeito ne s'ancre pas dans un lieu particulier, elle est mobile et est ainsi invitée par des institutions nationales et internationales. Le 27 octobre 2014, avant de présenter By Heart à Paris, Tiago Rodrigues est nommé directeur artistique du théâtre national Dona Maria II de Lisbonne, une des plus anciennes et prestigieuses institutions du Portugal, l’équivalent de la Comédie-Française,.
En plus de ses nombreuses collaborations avec des artistes de scène portugais et internationaux, il a aussi écrit des scénarios, des articles de journaux, des recueils de poèmes, des préfaces et des tribunes,,. Il a aussi enseigné dans des institutions telles que l'école de danse belge P.A.R.T.S. ou encore l'université d'Évora au sein de laquelle il enseigne la dramaturgie,.

En 2018, il reçoit le XVe Prix Europe Réalités Théâtrales, à Saint-Pétersbourg, avec cette motivation :
De sa rencontre dans sa jeunesse avec le collectif belge Tg STAN jusqu’à aujourd’hui, le théâtre de Tiago Rodrigues s’est rapidement imposé comme l’une des réalités les plus vivantes et captivantes de la scène portugaise et européenne. Tout cela grâce à une pratique cosmopolite du théâtre, ouverte aux collaborations, mobile et pleine de vie, dont sont issues des créations collectives, souvent in progress, qui prévoient fréquemment une participation directe du public à la réalisation de la mise en scène. Qu’il s’agisse de réélaborer les classiques, de proposer de nouveaux auteurs ou de mettre en scène des textes de Rodrigues lui-même, on assiste toujours à un ‘théâtre vivant’, qu’il coordonne magistralement même du point de vue de la production et « davantage intéressé aux problèmes qui nous concernent et à nos désirs qu’à un dispositif de scène, à des personnages ou à ce genre de choses ».

#### Directeur du Festival d'Avignon
Le 5 juillet 2021, Tiago Rodrigues est nommé directeur du Festival d'Avignon, pour succéder — à partir de 2023 — à Olivier Py à l'issue de la 76e édition du Festival en juillet 2022. Libération salue cette décision, estimant qu'« après huit années de mandature Py qui firent l’effet d’un long robinet d’eau tiède », « un vent de panache et de renouveau est venu » et qu'« il est grand temps de rebalancer du kérosène après une grosse période d’aseptisation ».

### Œuvre (en France)

#### 2014 - By Heart
Dès 2001, Tiago Rodrigues noue des liens avec le théâtre de la Bastille. Il y joue avec le Tg Stan et fait la rencontre de Jean-Marie Hordé, le directeur du théâtre,. Mais c'est véritablement la pièce By Heart qui le fait connaître en France. Cette pièce, d'abord jouée en 2013 au théâtre Maria Matos (en) est présenté en novembre 2014 au Théâtre de la Bastille,. Elle explique le rapport très particulier que Tiago Rodrigues a développé à l'égard de sa grand-mère paternelle Candida, née en 1919, qui, devenant aveugle, lui demande de lui choisir un livre qu'elle pourra apprendre par cœur. Il se prend alors de passion pour une interview de George Steiner par Wim Kayzer (nl) pour VPRO, qu'il revoit chaque jour jusqu'à la connaître par cœur,. Durant le spectacle, il fait venir des spectateurs sur scène et leur fait apprendre par cœur le sonnet 30 de Shakespeare.

#### 2015 -António e Cleópatra
En 2015, il triomphe au festival d'Avignon avec António e Cleópatra (Antoine et Cléopâtre), une adaptation de la pièce de Shakespeare tenue par deux danseurs au lieu des quarante personnages de la pièce d'origine,.

#### 2016 -Bovary
En 2015, il prépare une adaptation de Madame Bovary de Gustave Flaubert, en y mêlant le compte rendu du procès intenté à Flaubert en 1857, pour « outrage à la morale publique et religieuse et aux bonnes mœurs ». La pièce est jouée au Théâtre de la Bastille en 2016. Brigitte Salino salue dans Le Monde un « théâtre d’idées, certes, mais un théâtre sans sécheresse aucune. Au contraire : ailé, vif, malin, il offre aux comédiens une matière à jouer à la fois leurs personnages, et avec leurs personnages ».

#### 2016 -«Occupation Bastille»
Au printemps 2016, et pendant deux mois et demi Tiago Rodrigues est invité par Jean-Marie Hordé à « occuper » le théâtre de la Bastille,. Il invite alors soixante-dix personnes à participer à la création de deux performances : Ce soir ne se répétera jamais et Je t’ai vu pour la première fois au Théâtre de la Bastille. Libération estime qu'il s'agit d'une « entreprise sur l'urgence : l'urgence de s'arrêter de fabriquer des spectacles, de vite les programmer, de vite les consommer, de vite pouvoir en penser et dire quelque chose, de vite les oublier (...) Ne pas se contenter de passer deux jours dans un théâtre d'une ville d'Europe, lorsqu'on a la chance d'avoir un spectacle qui tourne, ne pas considérer le public comme le dernier maillon d'une chronologie qui viendrait quand tout est terminé ».
Le journal rapporte néanmoins des critiques émanant de certaines spectatrices impliquées dans le processus d'occupation, qui « remirent en question âprement la place que le metteur en scène et les acteurs leur accordaient et évoquèrent leur déception. N’étaient-elles pas réduites à une participation passive, marionnettes d’un processus qui leur échappait, simple combustible pour des spectacles élaborés et joués par d’autres ? Des figurantes, en somme. »

#### 2019 -The Way She Dies
En 2017, il prépare une adaptation du chef-d'œuvre de Léon Tolstoi, Anna Karénine. Il présente cette pièce en France en 2019, notamment au Théâtre de la Bastille. Libération estime que « les mots de Tolstoï et de Rodrigues, répétés en français, en portugais et en néerlandais, ont un pouvoir hallucinant. Si bien que, sortant de la représentation, on n'est pas assuré de ce qu'on a vu ».

#### 2021 -La Cerisaie
En juillet 2021, il présente La Cerisaie de Tchekov dans la cour d'honneur du palais des papes en ouverture du 75ème festival d'Avignon, avec Isabelle Huppert dans le rôle principal. Il présente aussi en parallèle une pièce « secrète », sans annonce ni publicité, intitulée Entre les lignes, un seul en scène pour Tónan Quito, comédien fétiche et ami de Rodrigues.

## Œuvre théâtrale

### Édition en portugais
- 2006 : Urgências
- 2008 : Yesterday's Man (L'Homme d'hier) avec Rabin Mroué
- 2009 : O que se leva desta vida? avec Gonçalo Waddington (pt)
- 2011 : Tristeza e Alegria na Vida das Girafas (Tristesse et joie dans la vie des girafes)
- 2012 : Três Dedos Abaixo do joelho (Trois doigts sous le genou)[7]
- 2013 : Peça romântica para um teatro fechado
- 2013 : By Heart (Apprendre par cœur)[18]
- 2014 : Coro dos Amantes
- 2015 : António e Cleópatra (Antoine et Cléopâtre)
- 2015 : Bovary
- 2015 : Ifigénia ; Agamemnon ; Electra (Iphigénie ; Agamemnon ; Électre)
- 2017 : Como ela morre
- 2018 : Sopro (Souffle)
- 2020 : Catarina e a Beleza de Matar Fascistas (Catarina et la beauté de tuer des fascistes)

### Édition en français
Son œuvre théâtrale est publiée en France par les éditions Les Solitaires intempestifs.
- 2016 : Antoine et Cléopâtre, coll. « Domaine étranger », 80 p.  (ISBN 978-2-84681-453-9)
- 2020 : Iphigénie, Agamemnon, Électre, coll. « Domaine étranger », 160 p.  (ISBN 978-2-84681-604-5)
- 2021 : Chœur des amants, coll. « Domaine étranger », 64 p.  (ISBN 978-2-84681-644-1)
- 2022 : Catarina et la beauté de tuer des fascistes, coll. « Domaine étranger », 106 p.  (ISBN 978-2-84681-622-9)
- 2022 : Dans la mesure de l'impossible, coll. « Domaine étranger », 80 p.  (ISBN 978-2-84681-660-1)
- 2023 : Théâtre : 2011-2015, coll. « Œuvres choisies », six textes dont deux inédits : Trois doigts au-dessus du genou et Entre les lignes, ainsi que Tristesse et joie dans la vie des girafes, Antoine et Cléopâtre, Bovary, Iphigénie, Agamemnon, Électre, 480 p.  (ISBN 978-2-84681-699-1)

## Filmographie

### Télévision
- 2000-2002 : Cuidado com as Aparências (assistant réalisateur)

### Cinéma

#### Acteur
- 2007 : Mal Nascida : Jusmino
- 2012 : Operação Outono (Opération Automne) : le promoteur de justice
- 2015 : Capitão Falcão : l'agent Rosa
- 2018 : Parque Mayer : João dos Reis

#### Scénariste
- 2022 : Traces (Restos do vento) de Tiago Guedes